# Robledo (Albacete)
Robledo ist eine Gemeinde (municipio) mit 393 Einwohnern (Stand: 2024) im Süden der Provinz Albacete in der autonomen Region Kastilien-La Mancha. Neben dem Hauptort Robledo gehören die Weiler El Cubillo und Los Chopes zur Ortschaft.

## Lage
Robledo liegt in der nördlichen Berglandschaft der Sierra de Alcaraz, dem nördlichen Ausläufer der Betischen Kordillere. Der Ort befindet sich in ca. 50 km (Fahrtstrecke) westsüdwestlich der Provinzhauptstadt Albacete einer Höhe von ca. 1000 m. Das Klima im Winter ist gemäßigt, im Sommer dagegen warm; die geringen Niederschlagsmengen fallen – mit Ausnahme der nahezu regenlosen Sommermonate – verteilt übers ganze Jahr.

## Bevölkerungsentwicklung
| Jahr      | 1970 | 1981 | 1991 | 2001 | 2011 | 2021 |
| Einwohner | 905  | 527  | 502  | 426  | 459  | 390  |

## Sehenswürdigkeiten
- Kirche der unbefleckten Empfängnis

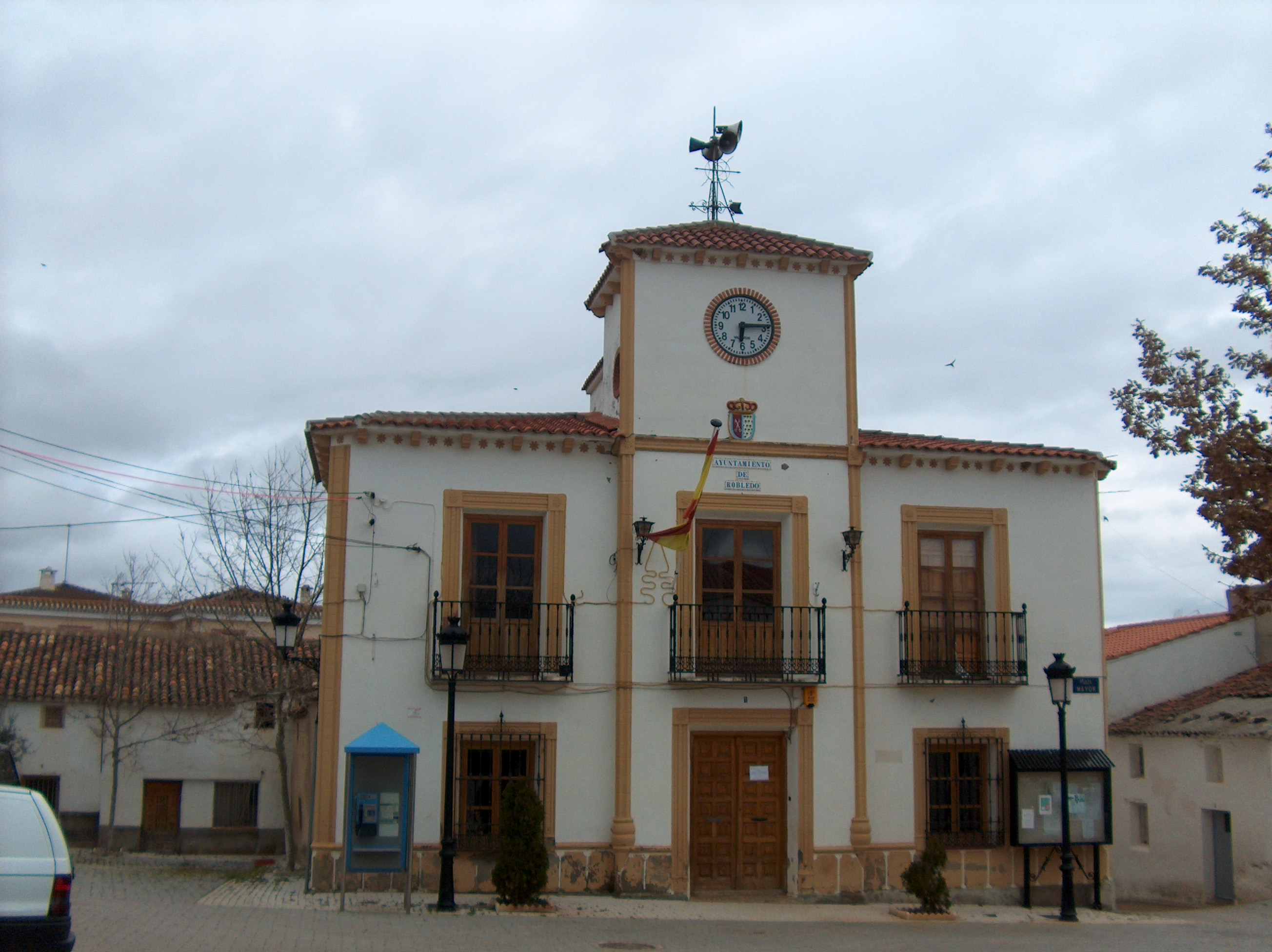
Rathaus